# Bromium

Штаб-квартира компанії в місті Купертіно

Bromium — американська компанія, з штаб-квартирою в місті Купертіно (США), що спеціалізується на розробці систем захисту і аналізу шкідливого та небажанного програмного забезпечення. У 2019 році компанія стала частиною Hewlett-Packard.
Компанія використовує технологію власної розробки — microVM, яка дозволяє повністю ізолювати потенційно небезпечний файл або вебсайт від операційної системи та інших програм на комп'ютері. Таким чином, цей підхід не дозволяє зловмисникам отримати доступ до даних, розташованих за межами віртуального середовища.

## Історія
Bromium заснована у 2010 році Гауравом Банга разом з ключовими фігурми компаній Citrix та XenSource — Саймоном Кросбі та Іан Пратт. Протягом трьох років (2011–2013), чотирма раундами фінансування, в компанію було інвестовано $75.8 мільйонів венчурними фондами Andreessen Horowitz, Ignition Partners, Lightspeed Venture Partners, Highland Capital Partners, Intel Capital, та Meritech Capital Partners.
Генеральний реліз перших продуктів компанії — 19 Вересня 2012 року.
У травні 2015 року Гаурав Банга пішов з ролі СЕО, його крісло зайняв інший свівзасновник компанії — Іан Пратт.

## Продукція
Головні комерційні продукти компанії:
- vSentry — створений на базі Xen орієнтований на захист гіпервізор, призначений автоматично та непомітно апаратно ізолювати кожну потенційно вразливу або ненадійну дію користувача.
- LAVA (Live Attack Visualization and Analysis) — програмне забезпечення, яке відображає дані про походження, методи і цілі комп'ютерної атаки.
- BEC (Bromium Enterprise Controller) — серверне програмне забезпечення, що забезпечує віддалене адміністрування та нагляд за робочими станціями, на яких встановлено vSentry.

## Нагороди та відзнаки
- 20 березня 2012 року — Стартап року (Європа) по версії тижневика Business Weekly (Велика Британія).[6]
- 26 вересня 2012 — vSentry вибрана SINET 16 як одна з інновацій 2012 року (США).[7]
- 8 травня 2013 року — Найкраща технологія та Найкращі на шоу (Європа) за версією тижневика Computer Weekly (Велика Британія).[8][9]
- 5 листопада 2013 року — SINET 16 (США) відзначив vSentry як один з 16 найбільш інноваційних продуктів у галузі інформаційної безпеки 2013 року.[10]
- 2014 рік — Іновація року (Європа) по версії журналу SC Magazine (Велика Британія).[11]
- 1 жовтня 2014 року — LinkedIn вніс Bromium до Топ-10 найпопулярніших серед IT професіоналів компаній Кремнієвої долини (США).[12][13]
- 15 жовтня 2014 року — Goldman Sachs визнала CEO та співзасновника компанії Гаурава Банга як одного з «100 найбільш інтригуючих підприємців 2014 року».[14][15]
- 20 листопада 2014 року — Переможець у номінації Best Endpoint Security Solution за версією видання Government Security News (США).[16]
- 1 травня 2015 року — продукти компанії vSentry та LAVA були нагороджені титулом «Продукт року 2015» (англ. Product of the Year 2015) за версією комп'ютерної лабораторії Кембриджського університету (Велика Британія).[17]